# Хтоническая планета

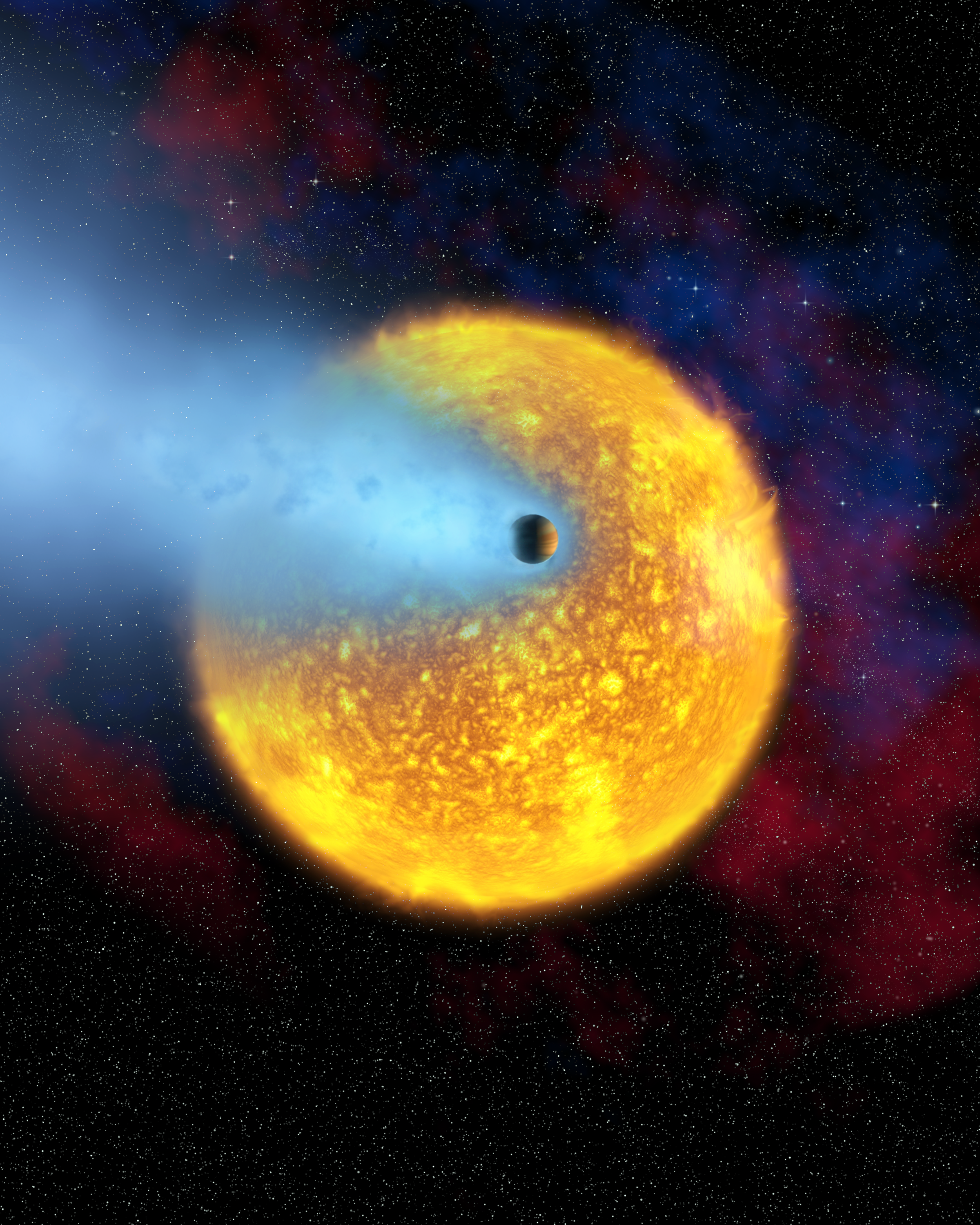
Художественное изображение транзита планеты HD 209458 b перед своей звездой

Хтоническая планета (англ. Chthonian planet — от греч. χθών, «земля, почва») или юпитер, потерявший свою газовую оболочку — гипотетический класс экзопланет, которые образовались из газового гиганта в результате улетучивания газов из его атмосферы. Такое улетучивание происходит у горячих юпитеров из-за экстремальной близости к звезде — планета постепенно теряет свою атмосферу. В результате от газового гиганта остаётся только небольшое каменное или металлическое ядро, и планета переходит в класс планет земной группы. Примерами планет, теряющими свою газовую оболочку, являются HD 209458 b и GJ 3480 b. Пока они не относится к планетам земной группы, но в далёком будущем перейдут в этот класс.
Быстрее всего свою оболочку теряют планеты с малой массой и сильно нагретые планеты.

## Кандидаты в планеты этого класса

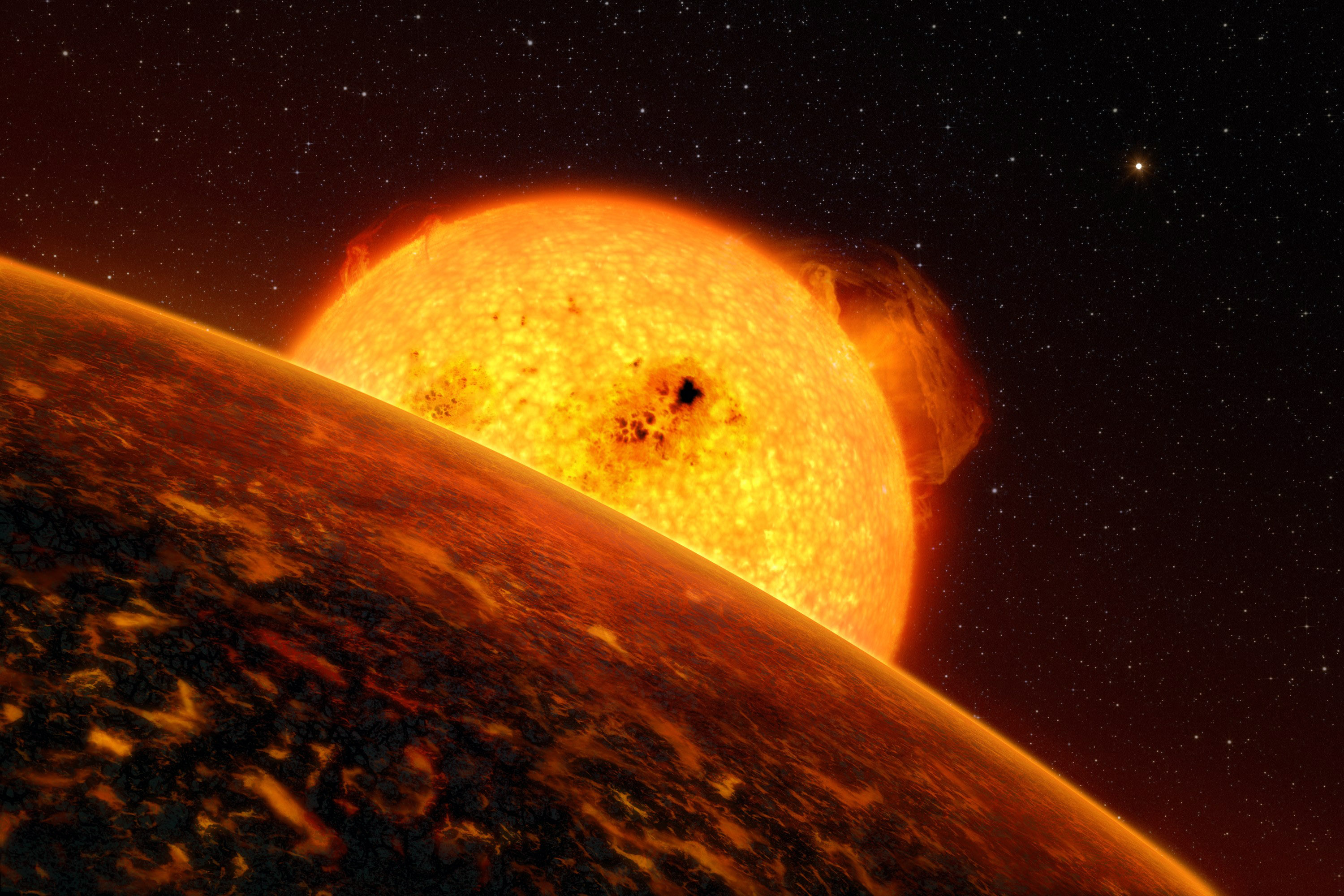
Художественное изображение экзопланеты COROT-7 b

- Сверхземля COROT-7 b — по всей видимости, первая обнаруженная планета этого класса. Представляет собой твёрдое ядро газового гиганта, потерявшего атмосферу[2].
- Хтоническими планетами могут быть миниземли: KOI-55 b и KOI-55 c[3][4].
- Хтоническими планетами могут быть суперземли: TOI 849 b[5] и K2-360 b[6].

### В процессе формирования
- HD 209458 b — горячий юпитер, теряющий атмосферу, со временем превратится в хтоническую планету[7].
- GJ 3480 b — горячий нептун, теряющий атмосферу, со временем превратится в хтоническую планету[8].